# Bendollo
Bendollo (llamada oficialmente Santa Baia de Bendollo) es una parroquia y una aldea española del municipio de Quiroga, en la provincia de Lugo, Galicia.

## Otras denominaciones
La parroquia también es conocida por los nombres de Santa Eulalia de Bendollo y Santabaia de Bendollo.

## Organización territorial
La parroquia está formada por dos entidades de población:
- Bendollo (Bendollo de Feais)
- Ponte-Soldón (O Soldón)

## Demografía

### Parroquia
| Gráfica de evolución demográfica de Bendollo (parroquia) entre 2000 y 2020 |
|                                                                            |
| Datos según el nomenclátor publicado por el INE.                           |

### Aldea
| Gráfica de evolución demográfica de Bendollo (aldea) entre 2000 y 2020 |
|                                                                        |
| Datos según el nomenclátor publicado por el INE.                       |